# Jacques Tati

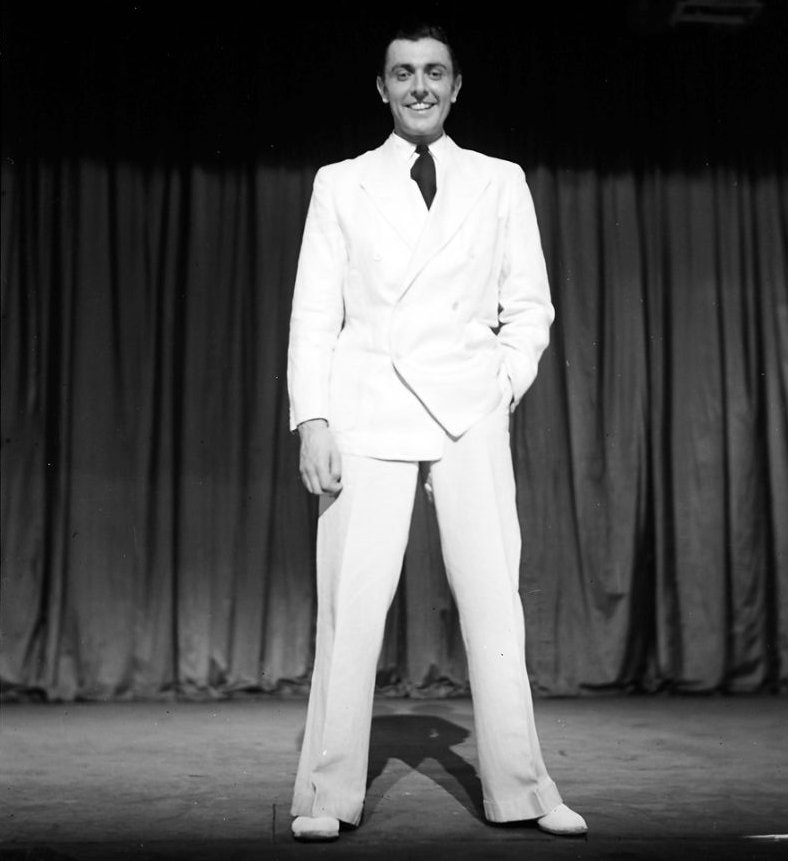
Jacques Tati im Kabarett der Komiker, 1938

Jacques Tatischeff (* 9. Oktober 1907 in Le Pecq, Seine-et-Oise; † 4. November 1982 in Paris) war ein französischer Schauspieler, Drehbuchautor und Regisseur, der mit seiner Figur des liebenswert-exzentrischen „Monsieur Hulot“ weltberühmt wurde. Obwohl sein vielfach gefeiertes Werk als Regisseur nur einen vergleichsweise geringen Umfang hat, gilt Tati durch seine zivilisationskritischen und subtilen Komödien, die vor allem auf visuellem Humor basierten, als für die Filmgeschichte bedeutend.

## Position
Tati eroberte sich mit der von ihm entwickelten und dargestellten Figur des Monsieur Hulot und den insgesamt sechs Spielfilmen (wenn man den Fernsehfilm Parade neben fünf Kinofilmen mitzählt) eine eigenständige künstlerische Position in der Filmgeschichte. Als Schauspieler bediente er sich der Mittel von Pantomime und Slapstick und agierte in der Gestalt des Monsieur Hulot als unermüdlicher Zivilisationskritiker. Sein Humor ist eher visuell, in seinen Filmen kommen in der Regel nur wenige Gespräche vor, stattdessen aber nicht selten markante Geräusche.
Als Regisseur war Tati – auch wenn er inhaltlich oft die gute alte Zeit beschwor – seiner Zeit in manchem weit voraus. So beeindruckte er z. B. durch den einfallsreichen Einsatz moderner filmtechnischer Mittel. Zudem war er ein Einzelgänger, der die völlige künstlerische Kontrolle über seine Filme anstrebte. Darin und in seinem Hang zum Perfektionismus ist er auf dem Gebiet der Filmkomik am ehesten mit Charles Chaplin und Buster Keaton vergleichbar.

## Leben

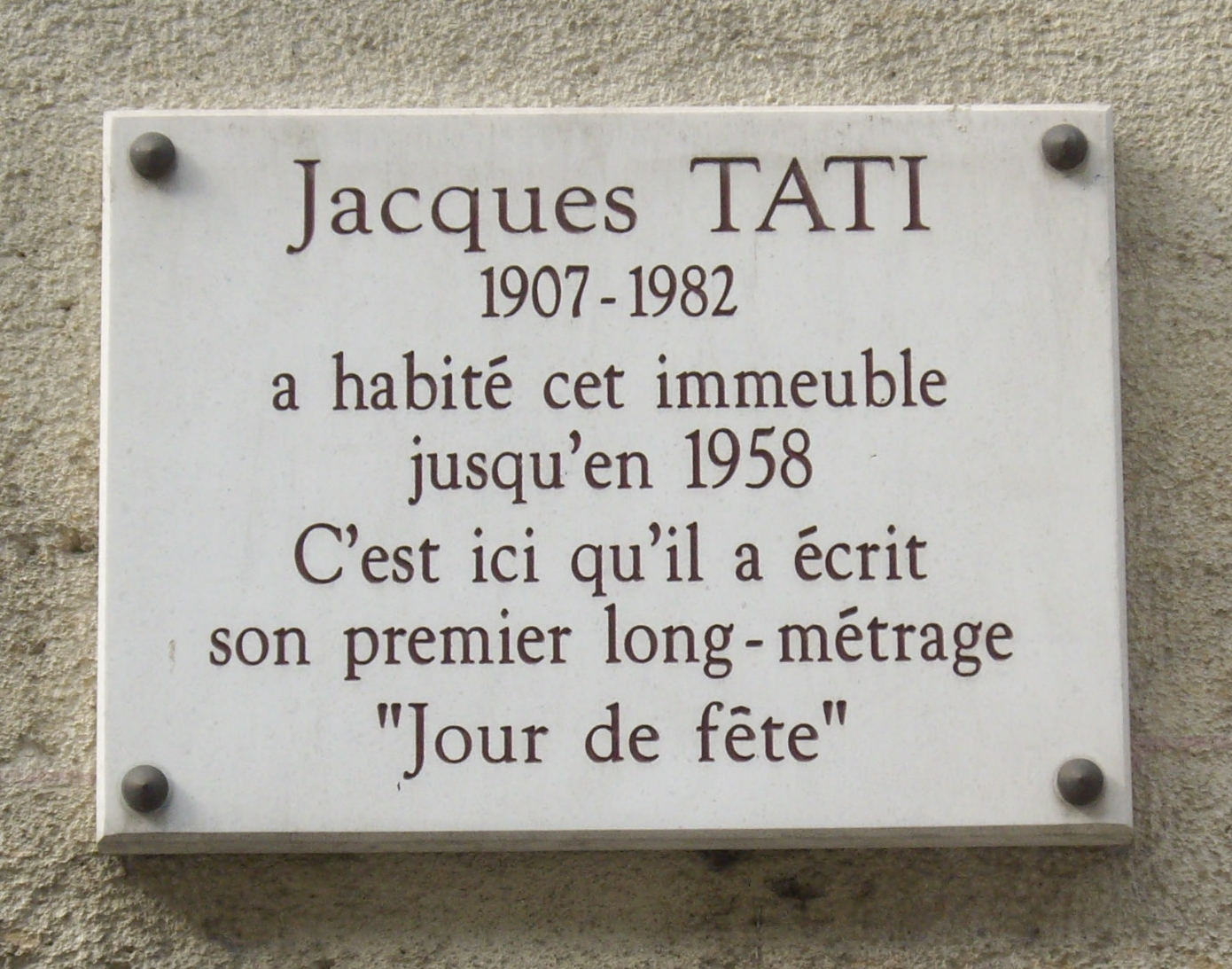
Erinnerungstafel in der rue de Penthièvre Nummer 30, Paris 8e, 2010

Tati war französisch-russisch-niederländisch-italienischer Herkunft. Sein Vater Georges Emmanuel Tatischeff (1875–1957) war ein Sohn des Militärattachés an der russischen Botschaft in Paris, Graf Dimitri Tatischeff, und der Französin Rose Anathalie Alinquant. Georges Emmanuel Tatischeff war verheiratet mit Claire van Hoff (gestorben 1968). Tati war von 1944 bis zu seinem Tod mit Micheline Winter verheiratet. Aus der Ehe gingen eine Tochter und ein Sohn hervor; die Regisseurin Sophie Tatischeff (1946–2001) wurde 1978 mit einem César ausgezeichnet, Pierre Tati (* 1949) war unter anderem als Filmproduzent tätig.

### Frühe Erfolge
Jacques Tati begann als Bilderrahmenmacher, war Tennis- und Rugby-Spieler. In den Spielpausen unterhielt er seine Mitspieler mit witzigen Sportpantomimen. Anfang der 1930er Jahre tauchte er erstmals in Kurzfilmen auf, etwa als Tennis-Champion. Er sprach bald bei Mitty Goldin, einem Direktor eines Pariser Kabaretts vor, der ihn sofort engagierte. Nun feierte er in Music Halls mit pantomimischen Szenen große Erfolge, in denen er Sportarten und Reisen mit verschiedenen Verkehrsmitteln parodierte. 1938 führte seine Tournee durch europäische Hauptstädte nach Berlin, wo er im Kabarett der Komiker mit Werner Finck, Günther Neumann und Tatjana Sais auftrat.

### Filmerfolge

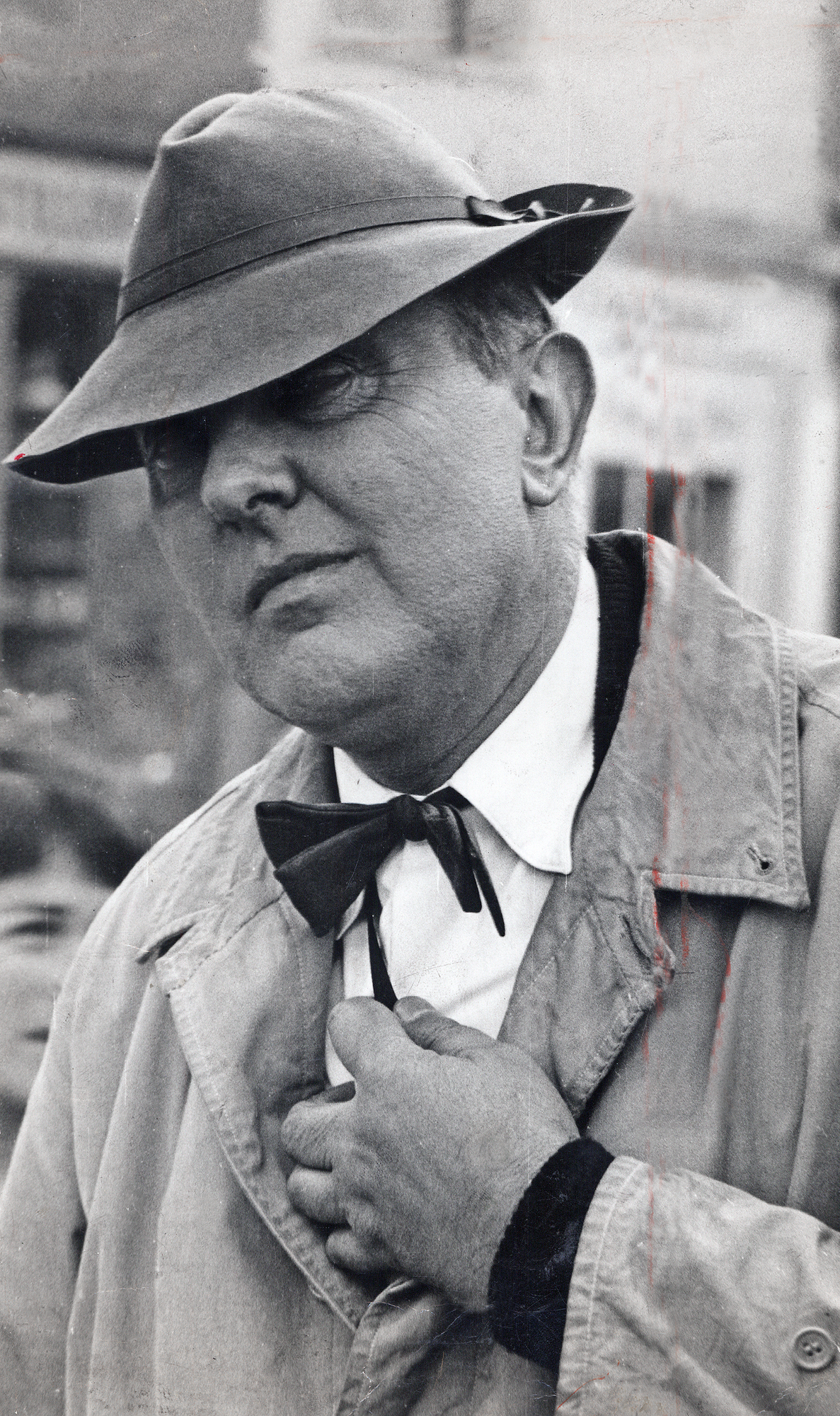
Monsieur Hulot 1959.

1947 hatte Tati seinen Durchbruch mit dem ersten selbst geschriebenen und inszenierten Langfilm Jour de fête (Tatis Schützenfest). Tati produzierte den Film sowohl in Farbe als auch in Schwarzweiß. Aufgrund technischer Unzulänglichkeiten des damals neuen Thomson-Farbsystems wurde Jour de fête dann nur in der Schwarzweiß-Fassung veröffentlicht. Trotzdem gilt der Film als der erste französische Farbfilm.
Sein zweiter Film Les Vacances de Monsieur Hulot (Die Ferien des Monsieur Hulot) spielt im Hôtel de la Plage (das heute noch als leicht verändertes Hotel existiert) in einem Urlaubsort am Meer (Saint-Marc-sur-Mer, nahe Saint-Nazaire im Département Loire-Atlantique). Er zeigt zum ersten Mal Tatis Alter Ego Hulot, einen liebenswürdigen Individualisten mit Hut und langer Pfeife, der mit den Tücken der modernen Zivilisation und den neuzeitlichen Umgangsformen einen permanenten Kampf austrägt. Der Film gewann 1953 den Louis-Delluc-Preis, das Drehbuch war 1956 für einen Oscar nominiert. Ein wesentliches Kennzeichen des Films ist der fast vollständige Verzicht auf Dialoge. Die Hauptfigur Monsieur Hulot, die Verkörperung eines tollpatschigen Antihelden, gibt so gut wie kein verständliches Wort von sich. Und von den wenigen Dialogen gehen die meisten in lauten Vorder- oder Hintergrundgeräuschen unter oder sie sind bis auf ein paar Wortfetzen bis zur beinahe vollständigen Unverständlichkeit verstümmelt. In seinen folgenden Filmen verwendete Tati dann mehr Sprache, meist in Form von Monologen, um seine durchaus kritische Weltsicht zu unterstützen. Auf Geräusche wollte er nie verzichten, da sie ein wesentlicher Teil unserer Umwelt seien und damit unsere Gefühle beeinflussen.
In Mon Oncle (Mein Onkel) hat es Monsieur Hulot mit dem hochmodernen Haus der Familie seiner Schwester zu tun – und mit seinem Scheitern an der modernen Technik sowie seiner speziellen Beziehung zu seinem Neffen und den Tücken des Objekts. Der Film gewann 1958 den Spezialpreis der Jury beim Cannes Film Festival und den Preis der französischen Filmkritik sowie 1959 den Oscar als bester fremdsprachiger Film.

### „Playtime“ und die letzten Jahre

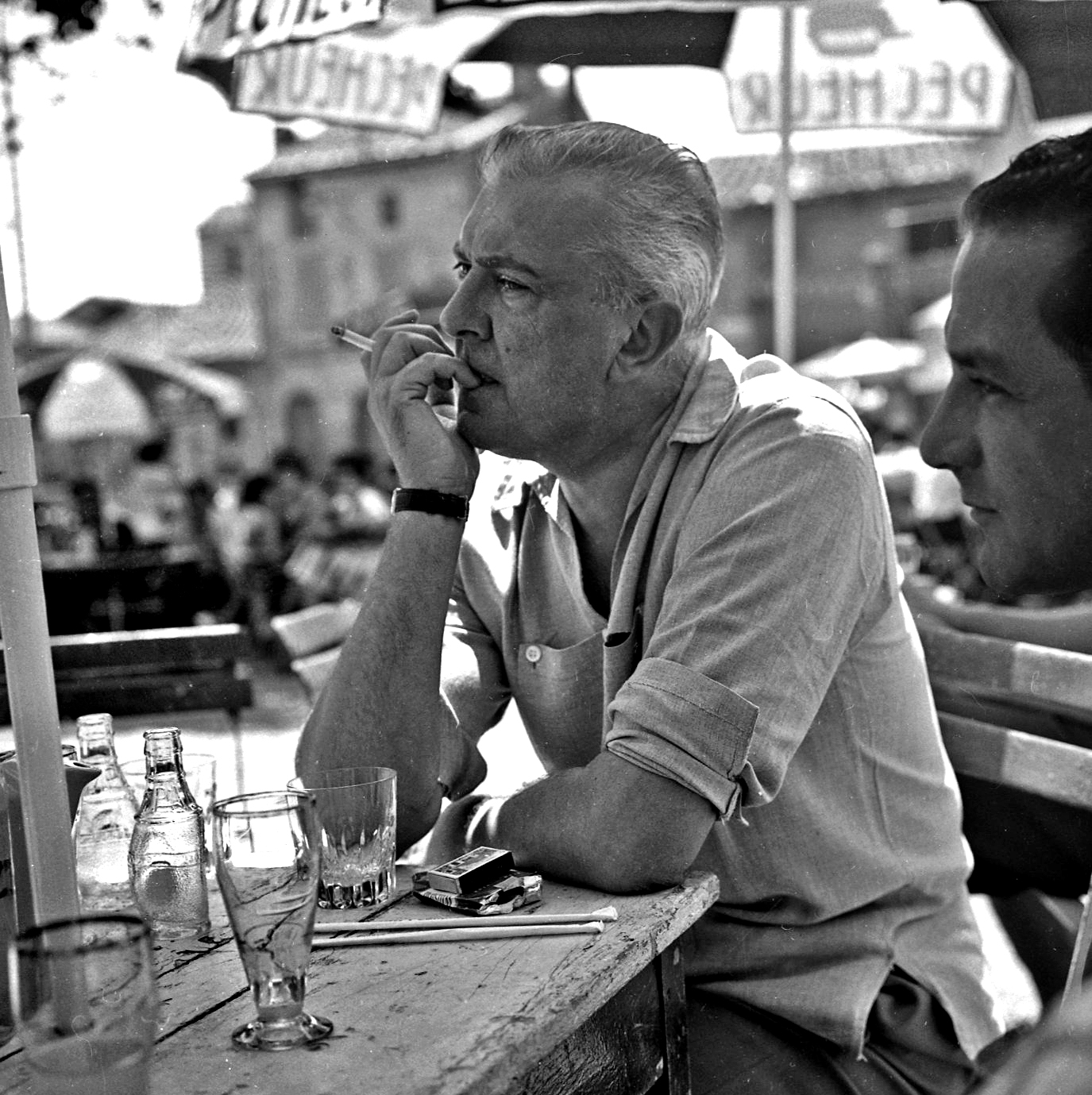
Jacques Tati (1961)

Dieser Erfolg ermutigte Tati zu seinem größten Projekt. Für Playtime (1967) ließ Tati ein riesiges Stadtteil-Set mit Hochhäusern außerhalb von Paris bauen (Tativille). Hier irrt Hulot scheinbar endlos umher in einem Paris, das nur aus Wolkenkratzern und Büroblocks zu bestehen scheint, auf der Suche nach einem Monsieur Giffard, mit dem er sich treffen will. Das aufwendige Playtime erwies sich als außerordentlich teuer; Tati drehte auf 70-mm-Film, die Produktionszeit betrug drei Jahre, das Budget lag zwischen fünf und zwölf Millionen Francs. Trotz brillantem Produktionsdesign, einer visionären Kamera und exzellenter Presse (dänischer Bodil-Filmpreis 1969) scheiterte Playtime jedoch an der Kinokasse.
Aufgrund der Schulden, die Playtime hinterlassen hatte, sah sich Tati in Trafic (1971) gezwungen, Hulot wieder in den Mittelpunkt des Films zu stellen, was er eigentlich hatte vermeiden wollen. In dem Film versucht er, einen Auto-Prototyp rechtzeitig zu einer Automobilmesse zu bringen.
Doch Tati konnte seine Insolvenz nicht mehr abwenden und zog sich aus dem Filmgeschäft zurück. 1974 folgte lediglich noch ein für das schwedische Fernsehen produzierter Zirkusfilm für Kinder mit dem Titel Parade.
1977 wurde Tati mit dem Ehren-César der Académie des Arts et Techniques du Cinema ausgezeichnet.
Jacques Tati starb am 4. November 1982 an einer Lungenembolie und wurde auf dem Cimetière ancien in Saint-Germain-en-Laye beigesetzt.
2010 veröffentlichte der französische Regisseur Sylvain Chomet mit L’Illusionniste einen Animationsfilm, der auf einem unveröffentlichten Drehbuch von Tati aus dem Jahr 1956 beruht und sich des bekannten Komikers als Titelhelden annimmt. Chomet hatte das Skript von Tatis Tochter Sophie erhalten. Anlässlich des Kinostarts berichtete die internationale Presse über eine nichteheliche Tochter des Künstlers, Helga Marie-Jeanne Schiel, die ihn zu dem Drehbuch inspiriert haben soll. Diese stamme aus einer Beziehung zu der Österreicherin Herta Schiel, mit der Tati während der deutschen Besatzungszeit im Pariser Varietétheater zusammengearbeitet haben soll. Tati selbst hat Helga nie als seine Tochter anerkannt.

## Filmografie
Als Darsteller, zusätzliche Funktionen sind gesondert angegeben:
- 1932: Oscar, champion de tennis
- 1934: Raufbold gesucht (On demande une brute) – Co-Autor
- 1935: Fröhlicher Sonntag (Gai dimanche) – Co-Autor, Co-Regie
- 1936: Komm mit der Linken/Achte auf deine Linke (Soigne ton gauche) – Buch
- 1938: Retour à la terre – Buch
- 1945: Sylvia und das Gespenst (Sylvie et le fantôme)
- 1946: Stürmische Jugend (Le diable au corps)
- 1947: Schule der Briefträger (L’école des facteurs) – Buch, Regie
- 1949: Tatis Schützenfest (Jour de fête) – Buch, Regie
- 1953: Die Ferien des Monsieur Hulot (Les vacances de Monsieur Hulot) – Buch, Regie
- 1958: Mein Onkel (Mon oncle) – Buch, Regie
- 1966: Pariser Journal (Fernsehserie)
- 1967: Tatis herrliche Zeiten (Playtime) – Buch, Regie
- 1967: Abendschule (Cours du soir) – Buch
- 1971: Trafic – Buch, Regie
- 1972: Obraz uz obraz (Fernsehserie)
- 1974: Parade – Buch, Regie
- 1975: Mein Onkel Theodor oder Wie man im Schlaf viel Geld verdient – Scenario
- 1975: Anneliese Rothenberger gibt sich die Ehre (Fernsehserie)[10]
- 1977: V.I.P.-Schaukel (Fernsehserie)

Nur Drehbuch und Co-Regie:
- 1978: Forza Bastia 78 oder Festtag auf der Insel (Forza Bastia 78 ou l'île en fête)

Nur Drehbuch:
- 2010: Der Illusionist (2010) (L’Illusionniste )

## Filmdokumentationen
- Jacques Tati – Das demokratische Lachen (Originaltitel: Jacques Tati – le rire démocratique). Französische TV-Dokumentation von Pierre Philippe (2002), 53 Min.
- The Magnificant Tati. Britische Dokumentation von Michael House (2009), 60 Min.[11]